# Fantasy Filmfest 1996
Das 10. Fantasy Filmfest (1996) fand in der Zeit vom 31. Juli bis 4. September in den Städten Berlin, Frankfurt, Hamburg, Köln, München und Stuttgart statt.

## Liste der gezeigten Filme
| Titel                                                     | Regisseur                              | Sparte           |
| --------------------------------------------------------- | -------------------------------------- | ---------------- |
| Ultimate Chase – Die letzte Jagd                          | Albert Pyun                            | Premieren        |
| Akte X – Die unheimlichen Fälle des FBI Diverse           | Diverse                                | Premieren        |
| Atolladero                                                | Óscar Aibar                            | Premieren        |
| Backstabbed - Spiel der Angst                             | Martin Schmidt                         | Premieren        |
| Barb Wire – Flucht in die Freiheit                        | David Hogan                            | Premieren        |
| Blood & Donuts                                            | Holly Dale                             | Premieren        |
| Braindead                                                 | Peter Jackson                          | The Untouchables |
| Bride of Re-Animator                                      | Brian Yuzna                            | The Untouchables |
| The Bride with White Hair 2                               | David Wu                               | Premieren        |
| Kinder des Zorns IV – Mörderischer Kult                   | Greg Spence                            | Premieren        |
| Crimetime – Das Auge des Verbrechens                      | George Sluizer                         | Premieren        |
| Crying Freeman – Der Sohn des Drachen                     | Christophe Gans                        | Premieren        |
| Dark Skies – Tödliche Bedrohung Pilotfolge                | Tobe Hooper                            | Premieren        |
| Delicatessen                                              | Jean-Pierre Jeunet und Marc Caro       | The Untouchables |
| DellaMorte DellAmore                                      | Michele Soavi                          | The Untouchables |
| The Dentist                                               | Brian Yuzna                            | Premieren        |
| El día de la bestia                                       | Álex de la Iglesia                     | Opening Night    |
| Evil Ed                                                   | Anders Jacobsson                       | Premieren        |
| Fallen Angels                                             | Wong Kar-Wai                           | Premieren        |
| Fantôme avec chauffeur                                    | Gérard Oury                            | Premieren        |
| Ghost in the Shell                                        | Mamoru Oshii                           | Premieren        |
| God’s Army – Die letzte Schlacht                          | Gregory Widen                          | The Untouchables |
| Gonin                                                     | Takashi Ishii                          | Closing Night    |
| The Grotesque                                             | John Paul Davidson                     | Premieren        |
| Heavy Metal                                               | Gerald Potterton und Jimmy T. Murakami | Premieren        |
| Hellraiser IV – Bloodline                                 | Alan Smithee aka Kevin Yagher          | Premieren        |
| The Hidden – Das unsagbar Böse                            | Jack Sholder                           | The Untouchables |
| Kalifornia                                                | Dominic Sena                           | The Untouchables |
| Last Supper – Die Henkersmahlzeit                         | Stacy Title                            | Premieren        |
| Der kleine Horrorladen                                    | Frank Oz                               | The Untouchables |
| Lord of Illusions                                         | Clive Barker                           | Premieren        |
| Near Dark – Die Nacht hat ihren Preis                     | Kathryn Bigelow                        | The Untouchables |
| Gegen die Zeit                                            | John Badham                            | Premieren        |
| Outer Limits – Die unbekannte Dimension Episode Sandkings | Stuart Gillard                         | Premieren        |
| The Phantom Lover                                         | Ronny Yu                               | Premieren        |
| Project: Assassin – Der Gedankenkiller                    | Robin Hill und Andy Hurst              | Premieren        |
| Score                                                     | Atsushi Muroga                         | Premieren        |
| Dark Force - Lautlos kommt der Tod                        | Richard Pepin                          | Premieren        |
| Manchmal kommen sie wieder II                             | Adam Grossman                          | Premieren        |
| Süßer Engel Tod                                           | Curtis Radclyffe                       | Premieren        |
| Taxandria                                                 | Raoul Servais                          | Premieren        |
| Tesis – Der Snuff Film                                    | Alejandro Amenábar                     | Premieren        |
| Twister                                                   | Jan de Bont                            |                  |
| Unforgettable                                             | John Dahl                              | Premieren        |
| Urotsokidoji – Legend of the Overfiend                    | Hideki Takayama                        | Premieren        |
| Vampire in Brooklyn                                       | Wes Craven                             | Premieren        |
| Virtuosity                                                | Brett Leonard                          | Premieren        |
| Wicked City                                               | Yoshiaki Kawajiri                      | Premieren        |
| Zone 39                                                   | John Tatoulis                          | Premieren        |

Im Rahmen der Reihe „Fantastisch kurz“ wurde u. a. der Film Quest von Tyron Montgomery gezeigt.